# Goffredo Andreini
Goffredo Andreini (Forte dei Marmi, 4 dicembre 1927) è un politico italiano, Presidente della Provincia di Milano dal 1986 al 1990 e poi ancora dal 1992 al 1994.

## Biografia
Si iscrisse fin da giovane al Partito Comunista Italiano, con il quale divenne consigliere comunale di Milano e ricoprì capogruppo PCI a Palazzo Marino. Nel 1975 e poi nel 1980 venne eletto consigliere regionale della Lombardia, rimanendo in carica fino al 1985.
Dal 1985 è eletto consigliere provinciale a Milano e nel 1986 diventa presidente della Provincia, rimanendo in carica fino alle elezioni del 1990; alle quali viene rieletto consigliere provinciale.
Dopo la svolta della Bolognina aderisce al Partito della Rifondazione Comunista; con tale partito si candida al Senato alle elezioni del 1992, ottenendo il 6,85% dei voti, senza risultare eletto. Pochi mesi più tardi torna a coprire la carica di Presidente della Provincia di Milano: è il primo nella storia a essere eletto due distinte volte nel ruolo. Conclude definitivamente il proprio mandato nel 1994.